# Cratere Smoluchowski
Smoluchowski è un cratere lunare di 84,26 km situato nella parte nord-orientale della faccia nascosta della Luna.